# Antonio Muttone
Antonio Muttone († 1623) war ein italienischer Architekt des Frühbarock auf Sizilien.
Nach Maria Giuffrè stammt Muttone aus Mailand. Über seine Ausbildung ist nichts bekannt. Auf Sizilien entwarf er mehrere architektonische Großprojekte, so ab 1590 die Anlage des Benediktinerklosters San Martino delle Scale in Monte Cassino bei Palermo, ab 1598 das Ordenshaus der Kongregation von San Filippo Neri (heute das Archäologische Museum „Antonio Salinas“) mit der Chiesa Sant’Ignazio all’Olivella (1622 geweiht) und dem Oratorium (beides in Palermo), sowie ab 1623 nahe Calatamuro das Kloster Santa Maria del Bosco der Olivetaner-Benediktiner.
Auch wenn Muttone in Dokumenten als „caput magister“, als Hauptmeister bezeichnet wurde, so scheint er sich doch eher auf die Entwurf von Bauprojekten konzentriert zu haben, als konkrete Bauaufsicht zu führen. Bezeichnend ist, dass sich in seinem testamentarischen Nachlass das Werk „L’Idea della architettura universale“ von 1615 des berühmten Architekten Vincenzo Scamozzi (1548–1616) befand.